# Unga Norrlänningar
Unga Norrlänningar är ett seriealbum av Mats Jonsson, utgivet på Galago förlag 1998. Seriealbumet är självbiografiskt, men saknar till skillnad från Hey Princess och Pojken i skogen en genomlöpande övergripande kronologi. Albumets berättelser cirkulerar främst kring Jonssons gymnasieår, och berättelserna utmärks av en på hantverksplanet spretig tecknarstil, och dels av en på berättelseplanet ogenerad attityd vad gäller självutlämnande. Albumets titel syftar på David Bowies och skiva "Young Americans", och omslaget är en pastisch på nämnda albums omslag. 
Albumet har tryckts om ett antal gånger, första omtryckningen kom i samband med Jonssons framgång med Hey Princess.